# 귀납적 극한
범주론과 추상대수학에서 귀납적 극한(歸納的極限, 영어: inductive limit, direct limit, injective limit)은 범주의 대상에 대한 일종의 극한이다. 기호는 {\displaystyle \varinjlim } 또는 {\displaystyle \injlim }.

## 정의
범주 {\displaystyle {\mathcal {C}}}에 대하여, 대상의 집합 {\displaystyle {\mathcal {X}}\subset \operatorname {ob} ({\mathcal {C}})}와 사상의 집합 {\displaystyle {\mathcal {F}}\subset \hom({\mathcal {C}})}가 다음을 만족한다고 하자.
1. 모든 {\displaystyle f\in {\mathcal {F}}}에 대하여, {\displaystyle f\colon X\to Y}이면 {\displaystyle X,Y\in {\mathcal {X}}}이다.
2. {\displaystyle f,g\in {\mathcal {F}}\cap \hom(X,Y)}라면 {\displaystyle f=g}이다.
3. (반사성) 모든 {\displaystyle X\in {\mathcal {X}}}에 대하여, {\displaystyle 1_{X}\in {\mathcal {F}}}이다.
4. (추이성) {\displaystyle f,g\in {\mathcal {F}}}이고 {\displaystyle fg}가 존재한다면 {\displaystyle fg\in {\mathcal {F}}}이다.
5. (유한 집합의 상한의 존재) {\displaystyle X,Y\in {\mathcal {X}}}이라면, {\displaystyle f\colon X\to Z}, {\displaystyle g\colon Y\to Z}인 {\displaystyle f,g\in {\mathcal {F}}}, {\displaystyle Z\in {\mathcal {X}}}가 존재한다.

이러한 조건을 만족하는 {\displaystyle ({\mathcal {X}},{\mathcal {F}})}를 유향체계(有向體系, 영어: directed system)이라고 한다.
{\displaystyle ({\mathcal {X}},{\mathcal {F}})}가 유향체계라고 하자. 편의상 {\displaystyle {\mathcal {X}}=\{X_{i}\}}, {\displaystyle {\mathcal {F}}=\{f_{ij}\}}로 쓰자. 이 경우 {\displaystyle f_{ij}}가 존재한다면 {\displaystyle f_{ij}\colon X_{i}\to X_{j}}이다. 이 유향체계의 귀납적 극한 {\displaystyle \varinjlim {\mathcal {X}}}은 다음과 같은 데이터로 이루어진다.
- 대상 {\displaystyle X\in \operatorname {ob} ({\mathcal {C}})}
- 각 {\displaystyle X_{i}\in {\mathcal {X}}}에 대하여, 사상 {\displaystyle \phi _{i}\colon X_{i}\to X}

이들은 다음과 같은 보편 성질을 만족하여야 한다. {\displaystyle \phi _{i}=\phi _{j}f_{ij}}이어야 하고, 또한 임의의 또다른 대상 {\displaystyle Y\in \operatorname {ob} ({\mathcal {C}})}와 사상들 {\displaystyle \psi _{i}\colon X_{i}\to Y}에 대하여, 만약 {\displaystyle \psi _{i}=\psi _{j}f_{ij}}라면 다음 그림을 가환하게 하는 유일한 사상 {\displaystyle u\colon X\to Y}가 존재하여야 한다.
이를 보통 {\displaystyle \varinjlim X_{i}=X}로 쓴다.

## 예
일반적인 범주에서 귀납적 극한은 존재하지 않을 수도 있다. 다만, 대수 구조의 범주(집합의 범주, 군이나 환의 범주, 주어진 환에 대한 가군의 범주 따위)의 경우에는 항상 존재한다. 또한 위상 공간이나 균등 공간의 범주에서도 항상 존재한다.

### 대수 구조 다양체
연산 집합 {\displaystyle \{f_{\alpha }\}_{\alpha \in A}}을 갖는 대수 구조 다양체 {\displaystyle {\mathcal {V}}}는 완비 범주이자 쌍대 완비 범주이며, 특히 모든 귀납적 극한이 존재한다. 구체적으로, {\displaystyle {\mathcal {V}}} 속 대수 구조들의 유향 체계 {\displaystyle ((A_{i})_{i\in (I,\lesssim )},(\phi _{ij}\colon A_{i}\to A_{j})_{i\lesssim j})}의 귀납적 극한은 집합으로서 분리 합집합의 몫집합
{\displaystyle \varinjlim A_{i}=\left(\bigsqcup _{i\in I}A_{i}\right)/{\sim }}
{\displaystyle (a,i)\sim (b,j)\iff \exists k\in I\colon i,j\lesssim k\land \phi _{ik}(a)=\phi _{jk}(b)}
이며, 이 위의 {\displaystyle n}항 연산 {\displaystyle f_{\alpha }}는 다음과 같이 정의된다.:385, Lemma 9.1.10
{\displaystyle \forall i_{1},\dots ,i_{n}\in I\forall a_{1}\in A_{i_{1}}\cdots \forall a_{n}\in A_{i_{n}}\forall k\gtrsim i_{1},\dots ,i_{n}\colon f_{\alpha }^{\varinjlim A_{i}}([(a_{1},i_{1})],\dots ,[(a_{n},i_{n})])=[(f_{\alpha }^{A_{k}}(\phi _{i_{1}k}(a_{1}),\dots ,\phi _{i_{n}k}(a_{n})),k)]}

### 위상 공간
위상 공간과 연속 함수의 범주 {\displaystyle \operatorname {Top} }는 완비 범주이자 쌍대 완비 범주이며, 특히 모든 귀납적 극한을 갖는다. 위상 공간들의 유향 체계의 귀납적 극한은 집합으로서 집합의 대수 구조 다양체에서의 귀납적 극한이다. 이 위에는 분리 합집합 위에 유도되는 자연스러운 위상의 몫위상을 취한다.

### 균등 공간
균등 공간과 균등 연속 함수의 범주 {\displaystyle \operatorname {Unif} }는 완비 범주이자 쌍대 완비 범주이며, 특히 모든 귀납적 극한을 갖는다. 균등 공간들의 유향 체계의 귀납적 극한은 균등 공간 구조를 정의하는 유사 거리 함수족을 통해 구체적으로 기술할 수 있다.:97, Theorem 4.6